# Юніон (округ Дор, Вісконсин)
Юніон (англ. Union) — місто (англ. town) в США, в окрузі Дор штату Вісконсин. Населення — 1005 осіб (2020).

## Демографія
Згідно з переписом 2010 року, у місті мешкало 999 осіб у 384 домогосподарствах у складі 301 родини. Було 686 помешкань
Расовий склад населення:
| - 98,4 % — білих - 0,2 % — корінних американців - 0,2 % — азіатів - 0,1 % — чорних або афроамериканців |

До двох чи більше рас належало 0,8 %. Частка іспаномовних становила 1,1 % від усіх жителів.
За віковим діапазоном населення розподілялося таким чином: 23,8 % — особи молодші 18 років, 61,0 % — особи у віці 18—64 років, 15,2 % — особи у віці 65 років та старші. Медіана віку мешканця становила 44,4 року. На 100 осіб жіночої статі у місті припадало 104,3 чоловіків;  на 100 жінок у віці від 18 років та старших — 106,8 чоловіків також старших 18 років.
Середній дохід на одне домашнє господарство  становив 65 965 доларів США (медіана — 61 705), а середній дохід на одну сім'ю — 70 151 долар (медіана — 64 875). Медіана доходів становила 47 125 доларів для чоловіків та 34 423 долари для жінок. За межею бідності перебувало 10,8 % осіб, у тому числі 15,5 % дітей у віці до 18 років та 8,7 % осіб у віці 65 років та старших.
Цивільне працевлаштоване населення становило 542 особи. Основні галузі зайнятості: виробництво — 18,3 %, освіта, охорона здоров'я та соціальна допомога — 16,2 %, будівництво — 10,7 %, роздрібна торгівля — 10,3 %.